# AL-76 perd la boussole
AL-76 perd la boussole (titre original : Robot AL-76 goes astray) est une nouvelle de science-fiction d'Isaac Asimov.

## Parutions
La nouvelle est parue pour la première fois en février 1942 dans Amazing Stories. 
Elle est disponible en France dans les recueils de nouvelles Un défilé de robots (sous le titre de Le robot AL-76 perd la boussole) et Nous les robots.

## Résumé
Randolph Payne, un paisible citoyen américain en week-end dans sa cabane, croise soudainement le chemin de AL-76, un robot égaré, convaincu d'être sur la Lune conformément à son programme. Désireux de garder le robot pour toucher une récompense de ses propriétaires, Payne le laisse se mettre au travail sur le tas de ferraille qui traîne près de la cabane : le robot consciencieux se met alors à monter un « disinto » improvisé, sans expliquer ce dont il s'agit.
Le « disinto » terminé, AL-76 le met en marche… et désintègre la moitié du paysage ! Paniqué, Payne lui ordonne de démonter le disinto et d'oublier toute cette histoire. AL-76 vient de finir le démontage lorsque les ingénieurs de l'usine robotique US Robots le retrouvent enfin, et restent ébahis par son œuvre. Lorsque plus tard ils analysent sa mémoire, ils constatent qu'elle est vide : obéissant à l'ordre de Payne, le robot a auto-effacé l'intégralité de sa mémoire.
On comprend alors qu'AL-76 est un conducteur d'engins de chantier, et que le disinto est un appareil à aplanir les reliefs lunaires. Celui qu'a construit AL-76 n'a jamais été aussi puissant, bien que construit à partir du bric-à-brac de la cabane à jardin de Payne. Ainsi perd-on le secret du « disinto ultime » créé par AL-76, qui fonctionnait avec deux piles électriques.